# 마에카와의 정리
마에카와의 정리(일본어: まえかわの整理)는 종이접기에서 종이를 접은 후에 종이가 얼마나 납작해질지를 추리하는 과정에서 가와사키의 정리를 보완해 주는 정리이다. 가와사키의 정리는 일단 기본적으로 산 접기, 골짜기 접기가 표시가 안 된 크리스 패턴이 납작하게 접힐지 판단할 수 있게 해 주지만, 그 선을 어떻게 접어야 할지에 대한 것은 알려주지 못한다. 마에카와의 정리는 이를 보충해 주는 정리로, 산접기, 골짜기 접기가 표시가 된 크리스 패턴이 납작하게 접힐지 판단할 수 있게 해준다.

## 정리
v, M을 v에 연결된 산 접기의 수라 하고 V를 v에 연결된 골짜기 접기의 수라 하자. v 근처로 납작하게 접기가 가능하다면
{\displaystyle M-V=\pm 2}
이다.

## 따름정리
v를 크리스 패턴의 꼭짓점이라 하자. v 근처로 납작하게 접기가 가능하다면 그 점에 연결된 접은선의 개수는 짝수이다.

## 참고 문헌
Hull, T. "MA 323A Combinatorial Geometry!: Notes on Flat Folding." .

## 같이 보기
- 가와사키의 정리